# Erendira pallidoguttata
Espèce
Synonymes
- Corinna pallidoguttata Simon, 1898

Erendira pallidoguttata est une espèce d'araignées aranéomorphes de la famille des Corinnidae.

## Distribution
Cette espèce est endémique des Antilles. Elle se rencontre à Saint-Vincent, en Guadeloupe et à Porto Rico.

## Description
Le mâle décrit par Bonaldo en 2000 mesure 10,2 mm et la femelle 8,1 mm.

## Publication originale
- Simon, 1898 : On the spiders of the island of St Vincent. III. Proceedings of the Zoological Society of London, vol. 1897, p. 860-890 (texte intégral).